# A Majority of One
A Majority of One (Brasil: Do Outro Lado da Ponte / Portugal: Diplomacia de Saias) é um filme norte-americano de 1961, do gênero comédia dramática, dirigido por Mervyn LeRoy e estrelado por Rosalind Russell e Alec Guinness.